# الاینت تک‌سیستمز
الاینت تک‌سیستمز (به انگلیسی: Alliant Techsystems) یک شرکت صنایع هوافضایی، دفاعی و کالای ورزشی که در شهرستان آرلینگتون، ویرجینیا واقع شده بود.
در ۲۹ آوریل ۲۰۱۴ این شرکت اعلان جدایی بخش کالای ورزشی را کرد و گروه هوافضا و دفاعی این شرکت در اوربیتال ساینسز ادغام شد.